# Garrigue
Garrigue (eller Garriga) er en biotop, som findes omkring Middelhavet (og under tilsvarende klimaforhold andre steder i verden). I den østlige del af middelhavsområdet bliver denne biotop kaldt phrygana. I Spanien hedder den tomillares, i Portugal kaldes den mato og i Palæstina hedder den Batha.
Garrigu'en er en buskhedevegetation, der dannes på rå eller meget magre jordtyper, hvor makien er blevet udpint til det yderste gennem afbrænding, græsning og periodevis dyrkning. Samtidig er det karakteristisk, at den årlige nedbør almindeligvis er under 250 mm og ofte koncentreret i vintermånederne. Dette betyder sammen med den kraftige fordampning i sommertiden, at vandbevægelsen i jorden er opadstigende. Derved føres opløste stoffer op nedefra og aflejres ved jordoverfladen. Da kalk er et af disse stoffer, bliver jorden ofte neutral eller basisk. Vegetationen bliver op til 2 m høj og kan være meget varieret, bestående af arter, som tåler de nævnte metoder til udnyttelse af området.

## Typiske plantearter
De typiske arter i garrigue'en er dværgbuske af slægterne Dafne, Ene, Lavendel, Malurt, Rosmarin, Salvie, Soløjebusk (Cistus) og Timian samt stauder som Arum, Dværg-Iris, Dødslilje, Evighedsblomst, Fuglemælk, Hundetunge, Hør, Perlehyacint, Strandløg, Vortemælk og orkideer (Orchis, Ophrys m.fl.). Desuden findes en række enårige planter, først og fremmest forskellige græsser: Fjergræs, Flitteraks, Harehale og Rævehale f.eks.

## Succession
Når den specielle, hårdhændede dyrkning ophører, vil garrigue'en udvikle sig til maki, hvorved der er indledt en succession, som i sidste ende (efter flere hundrede år) vil føre frem til de plantesamfund, der var fremherskende ved Middelhavet før landbrugets tid. Det drejer sig om skove, der er domineret af stedsegrønne Ege og forskellige arter af Fyr.

## Eksempler på planter fra garrigue'en
| Nellikelilje   | Almindelig Jordbærtræ | Dødslilje           | Cneorum tricoccon     | Kermes-Eg           | Cistus monspeliensis | Euphorbia characias | Musetorn        | Sten-Eg       |
| Almindelig Ene | Juniperus oxycedrus   | Juniperus phoenicea | Flueblomst            | Lonicera etrusca    | Spansk Visse         | Mastikstræ          | Harehale        | Rosmarin      |
| Karryplante    | Have-Timian           | Oliven              | Orientalsk Sarsaparil | Limodorum abortivum | Bjerg-Mandstro       | Cistus creticus     | Rubia peregrina | Kæmpefennikel |